# Connecticut Sun 2005
La stagione 2005 delle Connecticut Sun fu la 7ª nella WNBA per la franchigia.
Le Connecticut Sun vinsero la Eastern Conference con un record di 26-8. Nei play-off vinsero la semifinale di conference con le Detroit Shock (2-0), la finale di conference con le Indiana Fever (2-0), perdendo poi la finale WNBA con le Sacramento Monarchs (3-1).

## Roster
| N° | Naz.                   | Ruolo | Sportivo            | Anno | Alt. | Peso |
| -- | ---------------------- | ----- | ------------------- | ---- | ---- | ---- |
| 10 | Stati Uniti (bandiera) | G     | Jamie Carey         | 1981 | 168  | 61   |
| 11 | Stati Uniti (bandiera) | C     | Taj McWilliams      | 1970 | 191  | 83   |
| 12 | Polonia (bandiera)     | C     | Margo Dydek         | 1974 | 218  | 101  |
| 13 | Stati Uniti (bandiera) | G     | Lindsay Whalen      | 1982 | 173  | 68   |
| 14 | Australia (bandiera)   | C     | Laura Summerton     | 1983 | 188  | 76   |
| 15 | Stati Uniti (bandiera) | A     | Asjha Jones         | 1980 | 188  | 90   |
| 21 | Stati Uniti (bandiera) | A     | Brooke Wyckoff      | 1980 | 185  | 83   |
| 22 | Stati Uniti (bandiera) | A     | Jessica Brungo      | 1982 | 185  | 75   |
| 32 | Stati Uniti (bandiera) | GA    | Katie Douglas       | 1979 | 185  | 75   |
| 34 | Stati Uniti (bandiera) | G     | Jennifer Derevjanik | 1982 | 178  | 64   |
| 42 | Stati Uniti (bandiera) | G     | Nykesha Sales       | 1976 | 183  | 73   |
| 43 | Stati Uniti (bandiera) | A     | Le'coe Willingham   | 1981 | 183  | 91   |

## Staff tecnico
- Allenatore: Mike Thibault
- Vice-allenatori: Bernadette Mattox, Scott Hawk
- Preparatore atletico: Jen Brodeur
- Preparatore fisico: Lisa Ciaravella